# Chastelhorn
Das Chastelhorn ist ein Berg im Gotthardmassiv in der Zentralschweiz.
Der 2973 m hohe Berg im Kanton Uri liegt über dem alten Eisenbahn-Gotthardtunnel, auf dem Gebiet der Gemeinde Hospental.
Der Berg ist nicht zu verwechseln mit dem Chly und Gross Chastelhorn im Kanton Wallis oder dem Kastelhorn im Kanton Tessin an der Grenze zu Italien.